# Koherence (lingvistika)
Koherence je v lingvistice věcná, myšlenková a komunikační soudržnost, smysluplnost textu. Koherentní text je takový text, jehož jednotlivé části spolu mají patrnou souvislost. V běžných případech se autor snaží, aby byl jeho text koherentní, a příjemce také koherenci textu předpokládá, a proto se snaží i v ne zcela koherentních pasážích sledovat smysl textu. Proces vysuzování nových informací z textu se označuje jako inference. Koherentní text je tedy zároveň takový, z nějž může recipient snadno a správně inferovat.

## Nekoherentní text
Za nekoherentní text lze považovat například takový, který:
- je vnitřně sporný - tj. nějaké tvrzení je v jiné části popíráno,
- umožňuje více výkladů (to ovšem platí u většiny náročnějších textových útvarů),
- předpokládá u příjemce fakta, která příjemci nejsou známa (neboli autor a příjemce mají rozdílné presupozice) – např. v pohádce pro děti jsou používána cizí slova,
- text neobsahuje dostatečné reference (vnitřní odkazy) a aktualizace (odkazy k vnějšímu světu):
  - Otec se vrátil domů později. Bratr přišel v deset. Už jsem myslel, že se ho nedočkám. - Text s nedostatečnou referencí - příjemce neví, jestli reference ho označuje otce, nebo bratra.
  - Naboural auto. – Výpověď bez aktualizace kdo, kdy, kde nepřináší žádnou informaci.

## Kontext
Koherence někdy vyplývá jen z širokého kontextu – text může zůstat koherentní, i když na sebe jednotlivé části nijak neodkazují. Příklady:
- Alena: „Musím odnést balík na poštu.“ – Bedřich: „Mám tady auto.“ Bedřichova věta nemá gramatickou souvislost s větou Aleny, ovšem je míněna (a v patřičném kontextu bude i pochopena) jako nabídka, jako by Bedřich řekl: „Můžu tě tam odvézt.“ (Poznámka: Věta „Můžu tě tam odvézt.“ už je plně referenční – obsahuje substituty tam, který odkazuje na poštu, a tě, který odkazuje na Alenu, a navrhovanou alternativu odnést – odvézt). Kontext zde v podstatě plní funkci vysvětlovací věty, která je z důvodu úspornosti mluvení vypuštěna: Musím odnést balík na poštu. – (Můžu tě tam odvézt, neboť) mám tady auto.
- Sousedi odešli večer do kina. Syn zůstal doma. Viděl jsem, jak televize svítí dlouho do noci. - Věty neopakují stejné skutečnosti ani na sebe nijak vzájemně neodkazují, ale posluchač přesto pochopí, že syn je synem sousedů a sleduje televizi, zatímco jeho rodiče jsou pryč.[3]

## Koheze textu
Někdy se vedle koherence rozlišuje ještě koheze textu. V tom případě se za koherenci považuje především aspekt srozumitelnosti (snadná inference), za kohezi aspekt vnitřní provázanosti textu (přehledné reference, srozumitelné substituty).